# Lucinda Childs
Lucinda Childs (New York, 26 juni 1940) is een Amerikaans danser en choreograaf die van grote invloed is geweest op de ontwikkeling van de moderne dans in de twintigste eeuw. Ze wordt gezien als een belangrijke representant van de postmoderne dans. Haar choreografieën worden gekenmerkt door minimalistische, herhaalde bewegingen met tegelijkertijd soms complexe overgangen, waarmee zij een eigen, unieke dansstijl heeft ontwikkeld. Van 1973 tot 2018 leidde ze haar eigen dansgezelschap, Lucinda Childs Dance Company.

## Opleiding en vroege loopbaan
Lucinda Childs groeide op in haar geboortestad New York en bezocht daar de Brearley School, een privéschool voor meisjes in de exclusieve Upper East Side van Manhattan. Al op zesjarige leeftijd volgde ze danslessen aan de King-Coit School. Op elfjarige leeftijd werd ze voorgesteld aan Tanaquil Le Clercq van het New York City Ballet. Le Clercq moedigde haar aan een danscarrière te ambiëren, maar Childs meende zelf dat ze daartoe de perfecte uitvoeringstechniek ontbeerde. Na een ontmoeting met de actrice Mildred Dunnock besloot ze zich te richten op het acteren. Daarnaast bleef ze ook danslessen volgen, onder andere bij Harriet Ann Gray en Helen Tamiris bij de opleiding Perry-Mansfield of Theatre and Dance. In haar tweede jaar bij Perry-Mansfield werd ze geselecteerd voor een triostuk met Tamiris en Daniel Nagrin. In de zomer van 1959 vervolgde ze haar dansopleiding aan het Colorado College bij Hanya Holm, die evenals Helen Tamiris tot de grondleggers van de Amerikaanse moderne dans behoort. Hier ontmoette ze tevens Merce Cunningham, die later tot het boegbeeld van de minimal dance zou uitgroeien.
Na een teleurstellende ervaring als actrice in een musical, besloot ze zich alsnog geheel te wijden aan haar danscarrière. Ze studeerde onder anderen bij Judith Dunn, Bessie Schonberg and Merce Cunningham. Vooral die laatste had veel invloed op haar ontwikkeling. Ze zei over Cunningham dat hij "een soort doelgerichtheid en helderheid opriep die duidelijk anders was dan alles wat ik daarvoor had ervaren". In de studio van Cunningham ontmoette ze Yvonne Rainer, die haar aanmoedigde haar vroege werk te laten zien in de wekelijkse Judson workshops in de Judson Memorial Church in Greenwich Village. In 1963 danste ze hier haar solo Pastime. Ze bleef daarna verbonden met het Judson Dance Theatre, waar ze voornamelijk solowerk presenteerde, maar incidenteel ook danste met avant-garde dansers als James Waring, Valda Setterfield en Arlene Rothlein.

## Latere carrière
In 1968 besloot Childs tijdelijk te stoppen met nieuwe choreografieën te maken. Tijdens deze rustperiode experimenteerde ze met verschillende choreografiemethodes. In 1973 richtte ze haar eigen dansgezelschap op, Lucinda Childs Dance Company. In 1976 speelde ze een belangrijke rol in de opera Einstein on the Beach, in samenwerking met Philip Glass en Robert Wilson. Een jaar later speelde ze in I Was Sitting on My Patio This Guy Appeared I Thought I Was Hallucinating, dat ze samen met Robert Wilson regisseerde. In 1982 speelde ze de rol van Hubert Page in de Off-Broadway-productie The Singular Life of Albert Nobbs; later werd die rol overgenomen door Janet McTeer.
Vanaf 1992 werkte Childs voornamelijk als choreograaf in operaproducties, te beginnen met Luc Bondy's productie van Richard Strauss' Salomé. In 1995 werkte ze mee aan Bondy's productie van Verdi's Macbeth bij de Scottish Opera. In hetzelfde jaar werkte ze mee aan Schönbergs Moses und Aron in Het Muziektheater in Amsterdam, en regisseerde ze haar eerste operaproductie in De Munt in Brussel, Mozarts Zaïde. In 2001 choreografeerde ze Wagners Lohengrin bij de Los Angeles Opera. Een jaar later regisseerde ze Glucks Orfeo ed Euridice voor de Scottish Opera. In 2003 choreografeerde ze in Genève Daphnis et Chloé van Maurice Ravel. In 2007 werkte ze als choreograaf met het San Francisco Ballet in John Adams Doctor Atomic. In 2012 was ze zowel choreograaf als regisseur in Vivaldi's Farnace.
In 2015 speelde ze een belangrijke rol in Adam's Passion van Robert Wilson en Arvo Pärt. Na de première in Tallin speelde ze diezelfde rol in Berlijn (2018) en Rome (2023).
In 2018 werd Lucinda Childs Dance Company opgeheven, wat al eens eerder was gebeurd, maar deze keer waarschijnlijk voor goed. In een interview verklaarde Childs: "Het is bijna een natuurlijk iets. Iedereen is klaar om elders verder te gaan."

## Onderscheidingen
- 1979: Guggenheim Fellowship.
- 1996: Officier in de Ordre des Arts et des Lettres (Frankrijk).
- 2004: Commandeur in de Ordre des Arts et des Lettres.
- 2009: Lifetime Achievement Bessie Award.
- 2017: Gouden Leeuw van de Biënnale van Venetië (dans).
- 2017: Lifetime Achievement Award van het Samuel H. Scripps American Dance Festival
- 2021: eredoctoraat van de Université Côte d’Azur.
- Opgenomen in de Hall of Fame van het National Museum of Dance in Saratoga Springs, New York.[4]

## Werken

### Overzicht (selectie)
Behalve haar eigen producties en choreografieën voor The Lucinda Dance Company, heeft Childs ook gewerkt met andere dansgezelschappen, waaronder Pacific Northwest Ballet, San Francisco Ballet, Martha Graham Dance Company, Paris Opéra Ballet, Lyon Opéra Ballet, Maggio Danza, Berlin Opera Ballet, Bayerisches Staatsballett en Introdans.
- 1963 Pastime
- 1963 Three Piece
- 1963 Minus Auditorium Equipment and Furnishings
- 1963 Egg Deal
- 1964 Cancellation Sample
- 1964 Carnation
- 1964 Street Dance
- 1964 Model
- 1965 Geranium
- 1965 Screen
- 1965 Museum Piece
- 1965 Agriculture
- 1966 Vehicle
- 1968 Untitled Trio
- 1973 Untitled Trio 2
- 1973 Particular Reel
- 1973 Checkered Drift
- 1973 Calico Mingling
- 1975 Reclining Rondo
- 1975 Congeries on Edges for 20 Oblique’s
- 1976 Katema
- 1976 Radial Courses
- 1976 Transverse Exchanges
- 1976 Cross Words
- 1976 Figure Eights
- 1976 Einstein on the Beach (met Philip Glass en Robert Wilson)
- 1977 Melody Excerpt
- 1977 Plaza
- 1977 Interior Drama
- 1978 Katema (Stedelijk Museum Amsterdam)
- 1979 Dance 1-5 (met Philip Glass en Sol LeWitt)
- 1981 Mad Rush (Groupe recherche chorégraphique de l'Opéra de Paris)
- 1981 Relative Calm (muziek: Jon Gibson)
- 1982 Formal Abandon Part 1 (muziek: Michael Riesman)
- 1982 Formal Abandon Part 2 (muziek: Michael Riesman)
- 1983 Available Light (muziek: John Adams)
- 1983 Formal Abandon Part 3 (muziek: Michael Riesman)
- 1984 Cascade (Pacific Northwest Ballet)
- 1984 Outline’’ (muziek: Gavin Bryars)
- 1984 Première Orage (Paris Opéra Ballet)
- 1984 Field Dances (Acts II & III Einstein on the Beach)
- 1986 Portraits in Reflection (met Michael Nyman en Robert Mapplethorpe)
- 1986 Clarion (Pacific Northwest Ballet)
- 1986 Hungarian Rock (muziek: Gyorgy Ligeti)
- 1987 Calyx (muziek: Harry de Wit)
- 1987 Lichtknall (Berlin Opera)
- 1989 Mayday (met Christian Wolff en Sol LeWitt)
- 1990 Perfect Stranger (Lyon Opéra Ballet)
- 1990 Four Elements (Rambert Dance Company; muziek: Gavin Bryars)
- 1991 Rhythm Plus (Rambert Dance Company)
- 1992 Salomé
- 1992 Oophaa Naama (Charleroi/Danses)
- 1993 Concerto
- 1993 One and One
- 1993 Impromptu
- 1994 Chamber Symphony (Bayerisches Staatsballett)
- 1994 Trilogies (The Ohio Ballet)
- 1995 Commencement
- 1995 Solstice
- 1995 From the White Edge Oh Phrygia
- 1995 Zaide (regie)
- 1996 Hammerklavier (Bayerisches Staatsballett)
- 1996 Don Carlos
- 1998 Moto Perpetuo (Conservatoire de la Danse)
- 1998 Sunrise for the Planetary Dream Collector (Conservatoire de la Danse)
- 1998 On the Balance of Things (Ensemble InterContemporain)
- 1999 Histoire (Martha Graham Dance Company)
- 2000 Chairman Dances (Les Ballets de Monte-Carlo)
- 2001 Handel/Corelli (Bayerisches Staatsballett)
- 2002 Underwater
- 2003 Opus One (voor Michail Barysjnikov)
- 2004 Mandarin Merveilleux (Ballet du L’Opera du Rhin )
- 2005 De vuurvogel (Maggio Danza)
- 2005 Ten Part Suite (Boston Ballet)
- 2007 Doctor Atomic (met John Adams)
- 2007 Psalmensymfonie (Maggio Danza)
- 2009 Tempo Vicino (Ballet National de Marseille)
- 2009 Songs from Before (Ballet du L’Opera du Rhin)
- 2010 Lollapalooza (Second Avenue Dance Company)
- 2011 Océana (Ballet de Nice)
- 2013 Kilar (Introdans)
- 2015 Adam's Passion (met Robert Wilson en Arvo Pärt)
- 2015 Canto Ostinato (Introdans)
- 2016 Grande Fugue (Opéra National de Lyon)
- 2018 Petricor (Introdans)
- 2019 THE DAY (met David Lang))
- 2021 Bach 6 Solo (met Robert Wilson)

### Voornaamste werken

#### Street Dance(1964)
Met Street Dance creëerde Childs haar eigen podium op straat in Manhattan, waarbij de toeschouwers zich bevonden in de studio/loft van Robert & Judith Dunn. Het zes minuten durende dansstuk maakte gebruik van de omgeving, waarbij de dansers onderdeel waren van het gewone straatleven. Zo wezen zij voorbijgangers op uiterlijke kenmerken van gebouwen in de omgeving en de inhoud van etalages. Hoewel het publiek meestal niet kon zien waar de dansers naar wezen, hoorden ze wel via een geluidsband wat er gezegd werd. Childs zei hierover: "Het resultaat was dat een beroep werd gedaan op de toeschouwer om zich een beeld te vormen van iets wat niet waargenomen kon worden." Na de oorspronkelijk opvoering in 1964 ging het stuk slechts tweemaal in reprise, het meest recent in Philadelphia in 2013.

#### Einstein on the Beach(1976)
Dit was het eerste stuk waarin Childs optrad op een traditioneel podium. Tot die tijd danste ze op 'alternatieve locaties', zoals kerken, musea, galerieën en op straat. Het was tevens de eerste keer dat ze met Philip Glass en Robert Wilson samenwerkte en bovendien de eerste samenwerking met een componist. Einstein on the Beach was een vijf uur durende opera, een opera zonder samenhangend verhaal. Childs verbeeldde meerdere personages in de opera. De choreografie ontstond door gestructureerde improvisatie, samen met Wilson. Bekend is haar eindeloos herhaalde monoloog Prematurely Air-Conditioned Supermarket in het begin van de derde akte. Voor haar acteerrol in de opera ontving ze een Obie Award. Einstein on the Beach betekende een belangrijke transitie voor Childs; het bleek later een wegbereider te zijn geweest voor haar bekendste werk, Dance.

#### Dance(1979)
In het minimalistische Dance werkte Lucinda Childs opnieuw samen met Philip Glass en, nieuw, met Sol LeWitt. Childs analyseerde de muziek van Glass en voegde daar haar eigen bewegingsstructuren aan toe, die soms met de muziek in overeenstemming zijn en soms daar juist tegenin gaan. Het zestig minuten durende stuk bestaat uit drie ensemble-delen met acht individuele dansers of vier dansparen, en twee solistische delen. In het eerste deel bewegen de dansers zich paarsgewijs over het podium, steeds dezelfde geometrische patronen herhalend binnen een bepaald raster. Het ensemble wordt afgewisseld door solisten die dezelfde figuren herhalen. Tegelijkertijd wordt een filmversie geprojecteerd, die de dansers synchroon vanuit verschillende gezichtspunten toont en daarmee het gevoel van rasters en geometrische patronen verder versterkt. In de oorspronkelijke opvoering waren de dansers in de film dezelfden die op het podium dansten. Bij latere reprises, zoals in 2014, was dit niet meer het geval. De filmprojectie was een idee van Sol LeWitt. Bij de ensembledans projecteerde hij de filmbeelden meestal boven de live-uitvoering (horizontale splitlevel); bij de solisten waren de filmbeelden meestal naast of achter de dansers te zien (verticale splitlevel). In het laatste geval zijn de dansers op de film soms van achter te zien als ze op het toneel frontaal in beeld zijn, en vice versa. Soms ontbreken de filmbeelden of worden stills uit de film getoond, waardoor een dansbeweging tijdelijk 'bevroren' wordt.

#### THE DAY(2019)
Childs’ voorlopig laatste grote werk is een samenwerking met de componist David Lang en de danser Wendy Whelan. THE DAY bestaat uit twee delen. In het eerste deel danst Whelan op muziek van Lang, die door een cellist op het podium live wordt uitgevoerd. Op het podium bevinden zich tal van rekwisieten, die voortdurend verplaatst worden. Het tweede deel heet "The World to Come" en is gebaseerd op het leven na de dood, zoals dat in de Joodse religie wordt voorgesteld. Dit deel kwam tot stand omstreeks 11 september 2001, hetgeen zijn neerslag achterliet in het stuk, met name in de gesproken teksten over het verlies van dierbaren.